# Xestia lubentia
Xestia lubentia är en fjärilsart som beskrevs av Butler 1879. Xestia lubentia ingår i släktet Xestia och familjen nattflyn. Inga underarter finns listade i Catalogue of Life.